# Ranunculus longipes
Ranunculus longipes là một loài thực vật có hoa trong họ Mao lương. Loài này được Lange ex Cutanda miêu tả khoa học đầu tiên năm 1861.